# أوتوباكدج

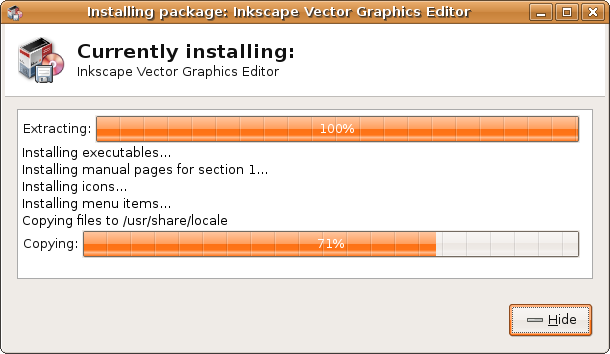
تثبيت البرامج التلقائية.

Autopackage هو نظام مجاني لإدارة حزم الكمبيوتر يهدف إلى تسهيل إنشاء حزمة يمكن تثبيتها على جميع توزيعات لينكس، تم إنشاؤها بواسطة Mike Hearn حوالي عام 2002.
في أغسطس 2010، Listaller وAutopackage اعلنتا أن المشاريع سوف تندمج.
عرضت مشاريع مثل إيه إم إس إن وإنكسكيب مُثبّت Autopackage، و Freecode يقدم لمرسلي المحتوى حقلاً لوضع عنوان URL لـ Autopackages. قائمة الحزم المتوفرة محدودة للغاية، ومعظم إصدارات البرامج قديمة (على سبيل المثال، أحدث حزمة أوتوماتيكية من برنامج جنو لمعالجة الصور هي 2.2.6 ، على الرغم من أن برنامج جنو لمعالجة الصور الآن في الإصدار 2.8.2، اعتبارًا من أغسطس 2012).